# داراني
داراني هي قرية في مقاطعة خدا أفرين، إيران. عدد سكان هذه القرية هو 295 في سنة 2006.